# Mas Suro
El Mas Suro és un monument del municipi de Sant Gregori (Gironès) protegit com a bé cultural d'interès local.

## Descripció
Construcció rural de planta rectangular, desenvolupada en planta baixa, pis i golfes. La coberta és de teula àrab a dues vessants. La casa és feta amb parets portants de maçoneria, amb restes d'arrebossat a les façanes deixant a la vista els carreus de les cantonades i els que emmarquen les obertures. La porta principal, que es troba descentrada respecte al carener, és de mig punt i feta amb dovelles. Sobre ella hi ha una finestra amb llinda, brancals i ampit de pedra motllurats. La llinda presenta un guardapols amb els arrencaments en forma de caps humans. A la part superior de la façana principal hi ha un rellotge de sol.
Els sostres de la planta baixa són fets amb cairats de fusta. A la part posterior el sostre és amb volta de maçoneria i també de rajol, en el mateix lloc hi ha arcs torals de carreus, rebaixats.

## Paller
Al costat de l'edifici hi ha un Paller, una construcció rural de planta rectangular, les parets portants són de pedra morterada amb carreus a les cantonades. La coberta és a dues vessants feta amb cairats, llates i teula àrab. El bigam de la coberta és de tirada doble, perpendicular a la façana principal i descansa sobre dues jàsseres que van de paret a paret lateral. La jàssera central del carener descansa sobre dos pilars fets amb grossos carreus situats un al centre de la planta i l'altre a la façana principal.